# Masło ostrowieckie
Masło ostrowieckie – regionalny, ręczny produkt mleczarski, charakterystyczny dla powiatu wałeckiego. 27 września 2017 wpisany na polską listę produktów tradycyjnych.

## Historia i produkcja
Produkcja mleczarska, w tym maślarska w rejonie Wałcza ma długowiekową tradycję na co wpływ ma występowanie na tym terenie dużych obszarów żyznych łąk z licznie rosnącymi ziołami. Daje to możliwość intensywnego wypasu bydła. Sytuacja ta nie zmieniła się po II wojnie światowej i powrocie Ziemi Wałeckiej do Polski. Masło wytwarzane było m.in. w Ostrowcu od lat 40. XX wieku, według receptur przywiezionych przez repatriantów ze stron rodzinnych. Do czasów obecnych produkt wytwarza się z miejscowego surowca mleczarskiego zbieranego po udoju do wiader z chromoniklu, za pomocą tradycyjnych, ręcznych urządzeń z bijakami: drewnianych kierzni pionowych lub kierzynek. Dojenie krów jest ręczne, cedzenie odbywa się w cedzakach przez sączki jednorazowe. Uzyskane ze śmietany masło formowane jest wedle uznania właścicieli, przy czym w okresach świątecznych używa się foremek, np. w kształcie baranka wielkanocnego.

## Charakterystyka produktu
Masło ma jednolitą masę i jest starannie uformowane. Ciężar porcji wynosi około 400 gramów. Barwa i konsystencja są jednolicie kremowe. Smak jest łagodny, z lekko kwaśnym posmakiem pasteryzacji.

## Nagrody
Produkt zdobył II nagrodę w podkategorii „produkty mleczne” w konkursie „Nasze Kulinarne Dziedzictwo – Smaki Regionów” (Poznań) w 2014, a także nagrodę „Perła” w 2016.